# Tractus Catena
Tractus Catena una formació geològica del tipus catena del quadrangle Tharsis de Mart, situat amb coordenades planetocèntriques a 34.36 ° latitud N i 260.13 ° longitud E. Té un diàmetre de 910.57 km i va rebre el nom d'una característica clàssica d’albedo. El nom va ser fet oficial per la UAI l'any 1976. El terme "Catena" fa referència a una cadena de cràters.